# Кадров, Славомир
Славомир Ромуальд Кадров (пол. Sławomir Romuald Kadrow; род. 1956, Влодава) — современный польский археолог. Занимается изучением эпох неолита, энеолита и раннего бронзового века. Главный редактор археологического журнала Sprawozdania archeologiczne.
Изучал археологию в Люблинском университете, где в 1980 году защитил магистерскую диссертацию. В 1990 году защитил докторскую диссертацию в Институте археологии и этнологии, а в 1995 году диссертацию на степень хабилитированного доктора в том же институте. С 2003 года — профессор.
В 1980—1982 годах работал в Региональном музее г. Красныстав, затем в Центре изучения и документации исторических памятников в г. Хелм в должности консерватора археологических памятников. С 1985 года работал в окружном музее г. Жешув. С 1988 года работает в Краковском филиале польского Института археологии и этнологии. С 2007 года работает в Институте археологии Жешувского университета.
Автор более 170 научных публикаций, в том числе 5 книг.